# Ian Umlauft
Ian Umlauft est un joueur allemand de volley-ball né le 8 février 1987 à Augsbourg (Bavière). Il mesure 1,99 m et joue réceptionneur-attaquant. Il totalise une sélection en équipe d'Allemagne.

## Clubs
| Club              | Pays      | De        | À         |
| ----------------- | --------- | --------- | --------- |
| VCO Kempf Hausen  | Allemagne | 2005-2006 | 2005-2006 |
| VC Olympia Berlin | Allemagne | 2006-2007 | 2006-2007 |
| evivo Düren       | Allemagne | 2007-2008 | 2007-2008 |
| Montpellier UC    | France    | 2008-2009 | 2008-2009 |
| evivo Düren       | Allemagne | 2009-2010 | …         |

## Palmarès
- Coupe d'Allemagne
  - Finaliste:  2008